# Ditchnia (oblast de Koursk)
Ditchnia (en russe : Дичня) est un village du selsoviet de Ditchnia du Kourtchatov dans l'oblast de Koursk, en Russie. Sa population s'élevait à 2 225 habitants au recensement de 2021.

## Géographie
Le village de Ditchnia se situe dans l'oblast de Koursk, un oblast de la partie européenne de la Russie. Le village fait partie du Kourtchatov, avec Kourtchatov comme centre administratif. Il se trouve dans le selsoviet de Ditchnia, une municipalité dont il est le chef-lieu.

## Démographie
Recensements (*) et estimations de la population :
| 2002 * | 2010* | 2021* | - |
| ------ | ----- | ----- | - |
| 2 250  | 2 370 | 2 225 | - |